# Acadèmia Calassància
L'Acadèmia Calassància (1888 - 1930), fou una entitat cultural i educativa catòlica catalana, fundada el 1888 per Eduard Llanas, amb un grup d'antics alumnes dels Escolapis de Sant Antoni de Barcelona. El seu objecte era la formació de la joventut, especialment dels estudiants universitaris, en l'àmbit periodístic, acadèmic i de la oratòria, d'acord amb les directrius de Lleó XIII. Més endavant comptà amb diverses seccions temàtiques. Donà suport al Centre Obrer Calassanci, amb seu als Escolapis de Sant Antoni. El seu òrgan de comunicació era la revista Academia Calasancia, que publicà el suplement Biblioteca de autores griegos y latinos. Cessà en les seves activitats el 1930.
El CRAI Biblioteca de Fons Antic de la Universitat de Barcelona conserva diverses obres provinents dels fons de l'Acadèmia. Així mateix, ha registrat i descrit diversos exemples de les marques de propietat que van-la al llarg de la seva existència.